# Leistchamm
Der Leistchamm (auch Leistkamm) auf 2101 m ü. M. ist ein Berggipfel nördlich des Walensees im Schweizer Kanton St. Gallen. Auf seiner Nordwestseite liegt das Skigebiet von Amden. Vom Arvenbüel zum Leiboden führt ein Skilift. Der felsige Südhang gehört zur Gemeinde Quarten.
Der Leistchamm ist der westlichste Gipfel der Churfirsten, wird aber touristisch nicht dieser Bergkette (den „Sieben Churfirsten“) zugeordnet.
Der Gipfel ist über einen steilen Bergwanderweg erreichbar. Der Aufstieg von Arvenbüel aus (900 m Höhendifferenz) dauert ca. 2 Stunden 40 Minuten.

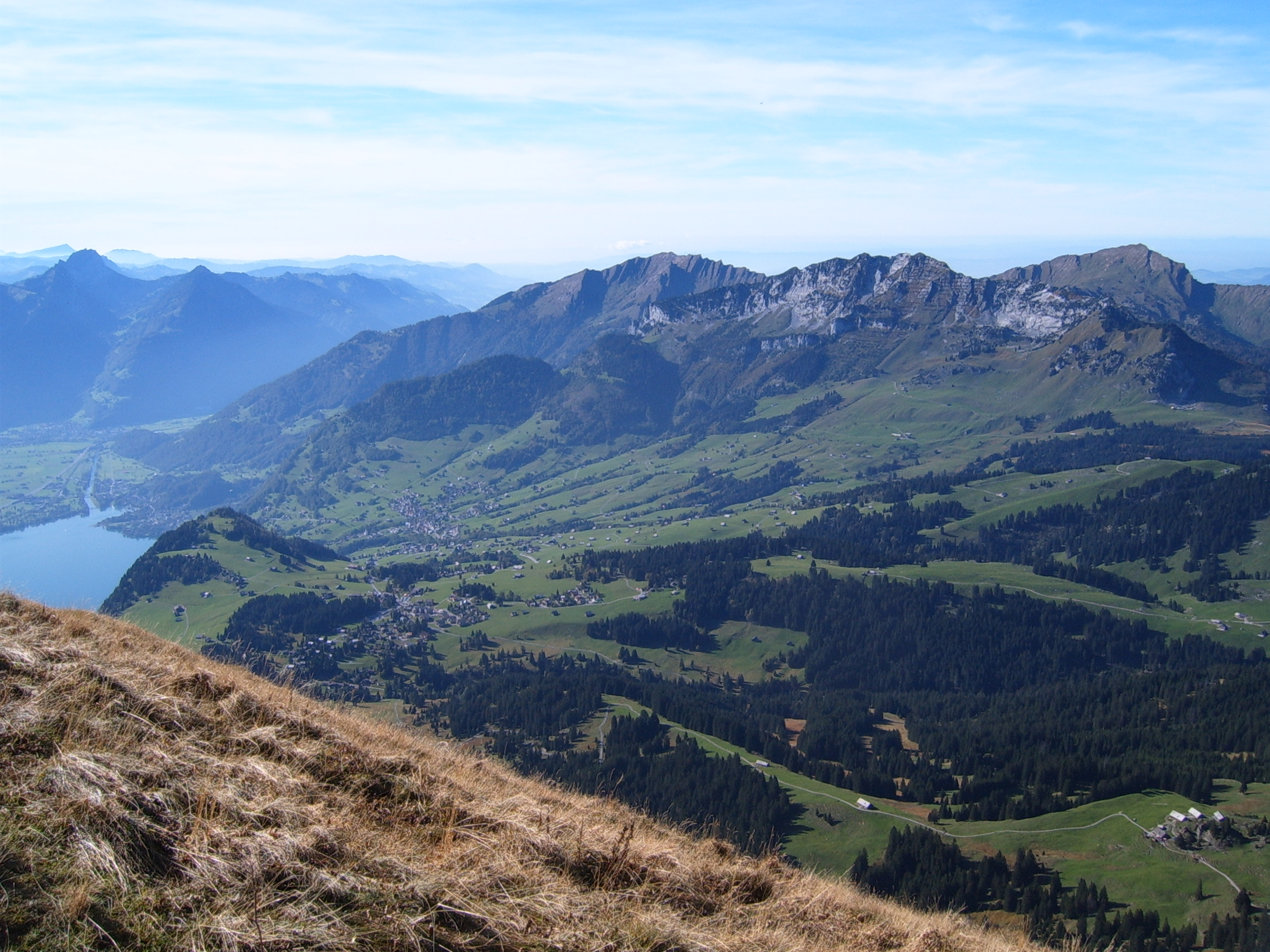
Blick gegen Amden
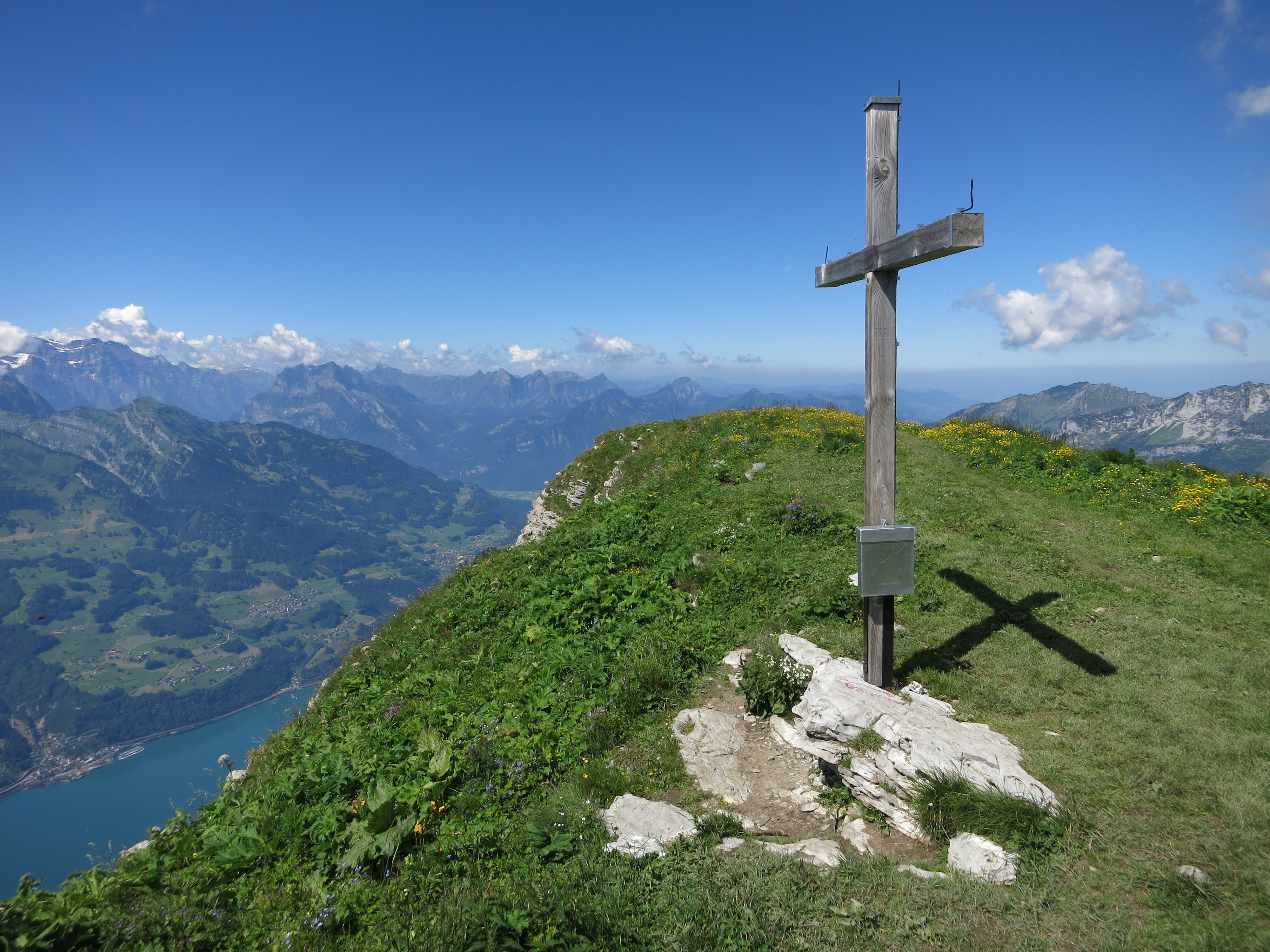
Auf dem Gipfel
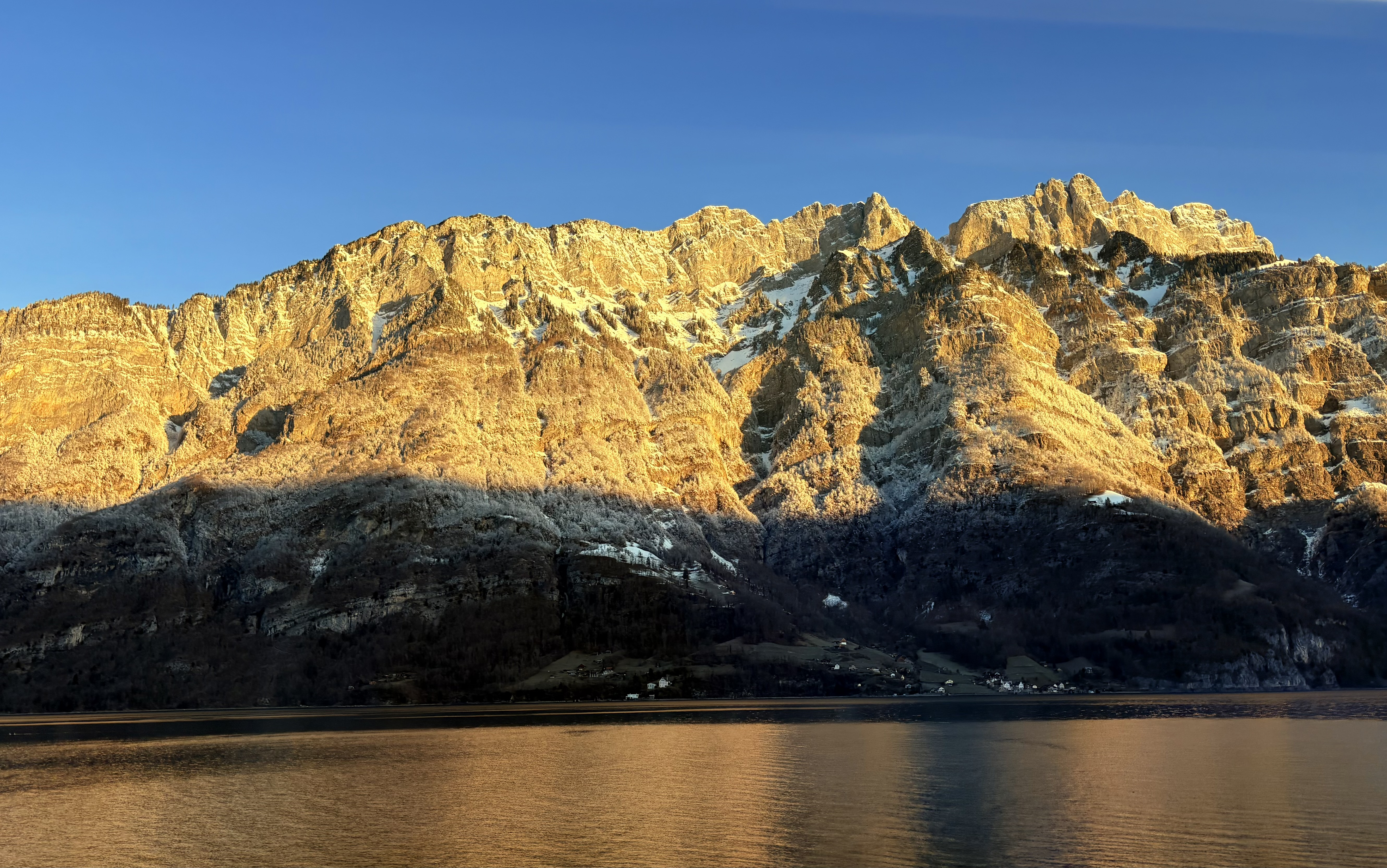
Ansicht von Westen